# Leverett Saltonstall (Politiker, 1892)

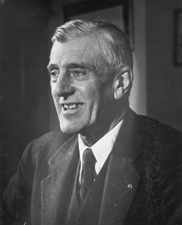
Leverett Saltonstall

Leverett Saltonstall (* 1. September 1892 in Chestnut Hill, Massachusetts; † 17. Juni 1979 in Dover, Massachusetts) war ein US-amerikanischer Politiker und von 1939 bis 1945 Gouverneur des Bundesstaates Massachusetts. Zwischen 1945 und 1967 vertrat er seinen Staat im US-Senat.

## Frühe Jahre und politischer Aufstieg
Leverett Saltonstall, dessen gleichnamiger Urgroßvater von 1838 bis 1843 für Massachusetts im US-Repräsentantenhaus gesessen hatte, besuchte die öffentlichen Schulen seiner Heimat und studierte anschließend bis 1917 an der Harvard University Jura. Während des Ersten Weltkrieges diente er als Oberleutnant in der US Army. Nach dem Krieg wurde er in Boston als Rechtsanwalt tätig. Saltonstall schloss sich der Republikanischen Partei an. Zwischen 1920 und 1922 war er Stadtrat in Newton. Gleichzeitig war er Bezirksstaatsanwalt im Middlesex County. Von 1923 bis 1936 gehörte er dem Repräsentantenhaus von Massachusetts an, wobei er seit 1929 als Nachfolger von John C. Hull der Speaker dieser Kammer war. Im Jahr 1936 bewarb er sich erfolglos für das Amt des Vizegouverneurs von Massachusetts.

## Gouverneur von Massachusetts
Im Jahr 1938 wurde Saltonstall dann mit 53:45 Prozent der Stimmen gegen den Demokraten James Michael Curley zum Gouverneur seines Staates gewählt. Er trat sein neues Amt am 5. Januar 1939 an und konnte es nach einigen Wiederwahlen bis zum 3. Januar 1945 ausüben. In dieser Zeit wurde das Haushaltsdefizit reduziert und die Steuern gesenkt. Außerdem musste sich der Gouverneur mit einem Streik der Lastwagenfahrer auseinandersetzen. Der zweite Teil seiner Regierungszeit war von den Ereignissen des Zweiten Weltkrieges bestimmt, an dem die Vereinigten Staaten seit dem japanischen Angriff auf Pearl Harbor am 7. Dezember 1941 teilnahmen. Auch in Massachusetts wurden Lebensmittel und Treibstoffe rationiert. Junge Männer wurden für den Militärdienst gemustert und die Produktion wurde auf Rüstungsgüter umgestellt. Gleichzeitig wurde ein Verteidigungsrat gebildet. Gouverneur Saltonstall war 1944 auch Vorsitzender der National Governors Association.

## US-Senator
Am 7. November 1944 wurde Saltonstall als Class-2-Senator in den Kongress gewählt. Dort löste er am 4. Januar 1945 Sinclair Weeks ab, der seinerseits nur eine Übergangslösung nach dem 1944 erfolgten Rücktritt von Henry Cabot Lodge gewesen war. In den Jahren 1948, 1954 und 1960 wurde Saltonstall als Senator bestätigt. Damit konnte er zwischen dem 4. Januar 1945 und dem 3. Januar 1967 sein Mandat ausüben. Als Senator war er von 1953 bis 1955 Vorsitzender des Streitkräfteausschusses sowie zeitweise Fraktionschef und Whip der Republikaner.
Nach dem Ende seiner Dienstzeit im Senat zog sich Saltonstall aus der Politik zurück. Er war Kurator und Direktor einiger Investmentfirmen sowie Wohltätigkeitseinrichtungen. 1963 wurde er in die American Academy of Arts and Sciences gewählt. Saltonstall starb am 17. Juni 1979 an Herzversagen. Mit seiner Frau Alice Wesselhoeft hatte Saltsonstall sechs Kinder.